# Fritz Käser
Fritz Käser (* 9. April 1921) ist ein ehemaliger deutscher Fußballspieler und -trainer. Der Torhüter absolvierte von 1945 bis 1957 bei seinem Verein 1. FC Schweinfurt 05 in der damals erstklassigen Fußball-Oberliga Süd 278 Ligaspiele.

## Laufbahn

### Spieler, bis 1957
Der vormalige Torhüter vom VfR Schweinfurt 07 schloss sich nach Ende des Zweiten Weltkriegs zur Debütsaison der Oberliga Süd, 1945/46, dem Lokalrivalen FC Schweinfurt 05 an. Die Nullfünfer aus der unterfränkischen Industriestadt belegten den siebten Rang. Käser spielte an der Seite der damaligen Leistungsträger Andreas Kupfer, Albin Kitzinger, Jakob Lotz, Paul Gorski, Karl und Molli Kupfer. Auch der spätere Rekordspieler der Nullfünfer, Ludwig Merz, gehörte ab der Startrunde der Oberliga Süd, zu den Mannschaftskameraden von Fritz Käser. In der zweiten Oberligasaison, 1946/47, kam auch noch Ex-Nationalspieler Robert Bernard vom VfR zum FC.
Die Abwehr entwickelte sich über Jahre zum Glanzstück des FC 05. Im damaligen WM-System waren in erster Linie der Torhüter, das Verteidigerpaar und die Läuferreihe für die Defensivarbeit verantwortlich. Käser war ein sachlich agierender Torhüter mit gutem Stellungsspiel und der Gabe, die Abwehr organisieren zu können. Das Mittel der Taktik, gehörte zu seinem Torwartspiel.
In den Anfangsjahren der Oberliga Süd gehörte das Defensivspiel der Schweinfurter zum Besten der Liga. Im Debütjahr stellten die Nullfünfer die drittbeste, 1947 die zweitbeste, 1948 die viertbeste und 1950 gemeinsam mit dem FSV Frankfurt die Abwehr mit den wenigsten Gegentoren. Auch in der Erfolgsrunde 1954/55 als Schweinfurt den dritten Rang belegte, waren die erhaltenen 44 Gegentore die drittwenigsten der Liga. Bekam Schweinfurt über Gebühr Gegentore, war die Platzierung dementsprechend: in der Saison 1951/52 waren es 56 Gegentore und die Nullfünfer standen auf dem 14. Platz; im letzten Jahr als Aktiver, 1956/57, erzielten die Gegner gegen die Schweinfurter Defensive 68 Tore und der FC beschloss die Runde auf dem 12. Rang.
Der 35-jährige Torhüter absolvierte in der Hinrunde 1956/57 nochmals 13 Spiele und beendete seine Spieleraktivität in der Oberliga Süd mit dem mit 0:4 verlorenen Heimspiel am 9. Dezember 1956 gegen den Karlsruher SC. Der KSC-Angriff mit Oswald Traub, Kurt Sommerlatt, Antoine Kohn (vierfacher Torschütze), Heinz Beck und Bernhard Termath war an diesem Tag von Käser und den Mitstreitern von Abwehrchef Ludwig Merz, nicht zu stoppen. Nach Ende der Hinrunde belegte Schweinfurt mit 9:21 Punkten den 15. Platz. In der Rückrunde stand Willi Geyer im Tor. Der dritte Torhüter, Ernst Scheurer, kam am Schlusstag, den 19. Mai 1957, beim Auswärtsspiel in Karlsruhe zu seinem einzigen Rundeneinsatz. Die Elf vom Wildparkstadion setzte sich mit 8:1 durch.
Nach zwölf Runden in der erstklassigen Oberliga Süd beendete Fritz Käser nach der Runde 1956/57 mit 278 Ligaeinsätzen für Schweinfurt 05 seine Spielerlaufbahn. Es schloss sich nahtlos der Übergang in den Trainerjob an, er übernahm das Training bei den Nullfünfern zur Saison 1957/58.

### Trainer
In der Oberliga Süd trainierte Käser von 1957 bis 1960 und im letzten Jahr der alten erstklassigen Oberliga, 1962/63, sowie in den ersten zwei Jahren der neuen Fußball-Regionalliga Süd – 1963/64 und 1964/65 – den FC Schweinfurt 05.
In seiner ersten Trainersaison stand ihm der Spielerkader der Vorsaison, wo er noch selbst Spieler war, zur Verfügung. Die beiden ungarischen Neuzugänge Sandor Turi und Istvan Nemeth spielten im Verlauf der Runde keine Rolle. Käser entschied sich in der Torhüterfrage auf Ernst Scheurer und startete seine Trainerlaufbahn am 11. August 1957 mit einem 3:2-Heimsieg gegen den VfB Stuttgart. Lediglich mit Rechtsaußen Turi hatte er zuvor nicht noch selbst in der Oberliga Süd zusammen gespielt. Am Rundenende belegte er mit seiner Mannschaft mit 51:48 Toren den achten Rang. In den folgenden zwei Runden wurde der Spielerkader finanziell wie auch sportlich nur im bescheidensten Rahmen ergänzt. Aus den eigenen Reihen machten Torhüter Günter Bernard und Mittelstürmer Rolf Schweighöfer die ersten Gehversuche in der Oberliga Süd. Im letzten Jahr des alten erstklassigen Oberligasystems, 1962/63, erreichte Käser mit Schweinfurt den elften Rang. Jetzt waren auch noch Rolf Kupfer der Sohn von Vereinslegende Andreas Kupfer, Gert Brunnhuber, Helmut Kraus und Günther Masurek im Team.
Die ersten zwei Runden in der damals zweitklassigen Regionalliga Süd, 1963 bis 1965, setzte Käser seine Arbeit als Trainer bei Schweinfurt 05 fort, ehe er sich aus dem Vertragsfußball zurückzog.
Im Bund Deutscher Fußball-Lehrer (BDFL) war Käser von 1972 bis 1978 Vorsitzender der Verbandsgruppe Süd.